# Paul Bunyan

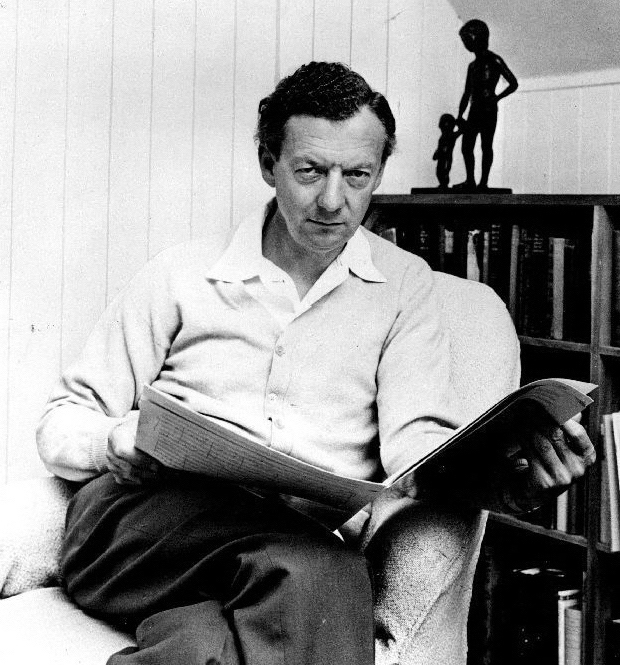
Il compositore nel 1968.

Paul Bunyan (Op. 17) è un'operetta in un prologo e due atti composto tra il 1939 e il 1941 da Benjamin Britten su un libretto di Wystan Hugh Auden, concepita per essere eseguita da gruppi di semiprofessionisti.

## Storia
Fu presentata in anteprima alla Columbia University il 5 maggio 1941, con recensioni ampiamente negative e fu ritirata dal compositore. Britten lo revisionò in qualche modo nel 1976 e in seguito godette di numerose messe in scena e due registrazioni commerciali. La storia è basata sul boscaiolo folcloristico americano Paul Bunyan, con la musica che incorpora una varietà di stili americani, tra cui canzoni popolari, blues e inni. L'operetta ha una natura fortemente sezionale, che ricorda molto lo stile "Musical di Broadway" del periodo.

## Ruoli
| Ruolo                                                                      | Registro vocale                          | Cast della prima, 5 maggio 1941 (Direttore: Hugh Ross)       |
| -------------------------------------------------------------------------- | ---------------------------------------- | ------------------------------------------------------------ |
| La voce di Paul Bunyan                                                     | parlato fuori scena da una voce maschile | Milton Warchoff                                              |
| Tiny, figlia di Paul                                                       | soprano                                  | Helen Marshall                                               |
| Johnny Inkslinger                                                          | tenore                                   | William Hess                                                 |
| Hot Biscuit Slim, un buon cuoco                                            | tenore                                   | Charles Cammock                                              |
| Narratore e cantastorie (negli Interludi)                                  | baritono o tenore                        | Mordecai Bauman                                              |
| Sam Sharkey, un cattivo cuoco                                              | tenore                                   | Clifford Jackson                                             |
| Ben Benny, un altro cattivo cuoco                                          | basso                                    | Eugene Bonham                                                |
| Hel Helson, caposquadra                                                    | baritono                                 | Bliss Woodward                                               |
| Cross Crosshaulson, svedese                                                | basso                                    | Walter Graf                                                  |
| Jen Jenson, svedese                                                        | basso                                    | Ernest Holcombe                                              |
| Pete Peterson, svedese                                                     | tenore                                   | Lewis Pierce                                                 |
| Andy Anderson, svedese                                                     | tenore                                   | Ben Carpens                                                  |
| Fido, un cane                                                              | soprano                                  | Pauline Kleinhesselink                                       |
| Moppet, un gatto                                                           | mezzosoprano                             | Harriet Greene                                               |
| Poppet, un gatto                                                           | mezzosoprano                             | Augusta Dorn                                                 |
| Western Union Boy                                                          | tenore                                   | Henry Bauman                                                 |
| John Shears, un contadino                                                  | baritono                                 | Leonard Stocker                                              |
| Quartetto degli Sconfitti (Blues)                                          | contralto, tenore, baritono, basso       | Adelaide Van Way, Ben Carpens Ernest Holcombe, Eugene Bonham |
| Quattro compari di Hel Helson                                              | quattro baritoni                         |                                                              |
| Airone, Luna, Vento, Scarabeo, Scoiattolo                                  | ruoli parlati                            |                                                              |
| Boscaioli, contadini, donne di frontiera, animali, alberi, oche selvatiche |                                          |                                                              |

## Trama
Luogo: Dentro e intorno alla foresta americana.
Epoca: Dall'inizio alla metà del XX secolo.

### Prologo
Nella foresta
Ai vecchi alberi piace che la vita sia lenta («Sin dalla nascita della terra»), ma vengono sfidati da quattro giovani alberi e tre oche selvatiche. Le oche spiegano che i vecchi alberi dovranno partire quando arriverà un Uomo: Paul Bunyan nascerà alla prossima luna blu. Con orrore dei vecchi alberi, la luna diventa blu («Non capita molto spesso che i conservatori abbiano torto»).

#### Prima ballata interludio
Il Narratore racconta la nascita e la crescita di Paul, che guadagnava 346 sterline ogni settimana, divenne alto come l'Empire State Building e aveva una falcata di 3,7 miglia («Il vento freddo soffiava attraverso la spina dorsale tortuosa»). Una notte si svegliò scoprendo che la sua fronte era stata leccata da Babe, la Mucca Blu. Loro due partono per il Sud, dove Paul allestisce un campo.

### Atto 1
Scena 1: una radura nella foresta
Paul recluta taglialegna da tutta Europa («La mia città natale era in Svezia, è molto lontana»). Gli svedesi litigano su chi di loro dovrebbe essere caposquadra, ma un Western Union Boy va in bicicletta con un telegramma del Re di Svezia, il cui caposquadra raccomandato, Hel Helson, arriva e viene debitamente nominato da Paul. Tuttavia è ancora necessario che alcuni cuochi possano fornire alimenti nutrienti ai taglialegna. I cattivi cuochi Sam e Ben, devoti (rispettivamente) a zuppa e fagioli, arrivano («Sam per le zuppe, Ben per i fagioli»), una parodia della campagna). Anche Johnny Inkslinger, un contabile squattrinato, si presenta, ma desidera essere indipendente e rifiuta le offerte di zuppa, fagioli e ricompense prima di aver viaggiato. Paul prevede che, poiché Inkslinger non ha risorse, dovrà tornare. Sam e Ben reclutano i gatti Moppet e Poppet e il cane Fido per aiutarli nel loro lavoro («La creatura singola vive una vita parziale»).
È ora di andare a letto. Paul presenta un "sogno di avvertimento", cantato da un quartetto degli sconfitti («L’Oro del Nord è arrivato per annunciare la bufera di neve»). Inkslinger, ugualmente sconfitto, ritorna e accetta il lavoro di contabile.

#### Seconda ballata interludio
Il narratore descrive come Paul andò a caccia di moglie, trovò una compagna di dimensioni adeguate (Carrie) e la sposò («La Primavera arrivò e l’Estate e l’Autunno»). Nacque una figlia, Tiny, ma il matrimonio dei suoi genitori non fu felice e lei e Carrie lasciarono la casa. Alcuni anni dopo Carrie morì e Paul, prima del suo funerale, promise a Tiny che sarebbe stato un padre migliore.
Scena 2: Il Campo
Mentre Paul è via, c'è malcontento per le razioni sempre uguali di zuppa e fagioli («Sembro il tipo di compagno che potresti aspettarti che strilli»). Inkslinger cerca di convincere Sam e Ben a variare il menu, ma loro se ne vanno via in un battibaleno. I taglialegna si rivoltano contro Inkslinger, ma vengono interrotti dalla voce fuori scena di Slim («Nei giorni belli e nei cattivi, in giro per il mondo e ritorno»). Arriva e descrive i suoi tentativi di "trovare se stesso" viaggiando continuamente («Vengo da spazi aperti»). Si scopre che sa cucinare pancake, biscotti, pesce, bistecche e i boscaioli si tranquillizzano.
Paul ritorna con Tiny. Inkslinger, scoraggiato, racconta a Fido la storia della sua vita, che sente di aver sprecato («È stato lontano dai rami che iniziò il fuoco della mia esistenza»). I boscaioli assalgono Tiny, che sta ancora piangendo la morte di sua madre («Sia il sole sui bambini che giocano»), ma ha solo occhi per Slim. Paul vuole sapere se ci sono stati problemi mentre era via. Inkslinger gli dice che Hel Helson rimugina troppo ed ha una cattiva compagnia e che alcuni uomini, in particolare uno chiamato John Shears, sono stanchi di disboscare e vogliono dedicarsi all'agricoltura. Si separano in buoni rapporti e Paul riflette sul tema dell'Attuale e del Possibile mentre cala il sipario.

### Atto 2
Scena 1: una radura
Paolo convoca i boscaioli e chiede a quelli che vorrebbero essere agricoltori di accompagnarlo nella terra del Desiderio del Cuore, dove tutto è fertile. Shears e gli altri si rallegrano («È sempre stato il mio sogno»). Paul lascia Hel Helson al comando, dicendogli che il Monte Topsy-Turvey deve essere sgombrato.
I quattro compari di Hel cercano di convincerlo a scatenare una ribellione contro Paul e Inkslinger. Li manda via, ma le voci di un Airone, la Luna, il Vento, uno Scarabeo e uno Scoiattolo gli dicono che è un fallimento («Airone, airone, vola via»). Fido tenta di consolarlo («Non vuoi dirmi qual è il problema?»), ma Hel lo butta fuori. Moppet e Poppet si rallegrano di non essere sentimentali, come i cani («Lascia che l'uomo sia romantico nello scorgere una visione»).
Quando Paul ritorna, i compari di Hel fanno sì da convincerlo a combattere con Paul. Tiny and Slim, ignaro dei suoni della lotta dietro le quinte, celebrano il loro amore («Muoviti, muoviti, dalla pietra del nostro appuntamento»). Hel, privo di sensi, viene portato dentro («Porta via il corpo e mettilo sul ghiaccio»). Quando si sveglia, fa pace con Paul e rifiuta gli amici. Il coro saluta un "grande giorno di scoperta" mentre Tiny e Slim continuano il loro duetto.

#### Terza ballata interludio
Il narratore racconta il continuo successo dell'attività di disboscamento e dell'amore tra Slim e Tiny («Così Helson sorrise e Bunyan sorrise»). Alla fine Babe indica a Paul che è ora di proseguire e Paul si rende conto che ha ragione. È la Vigilia di Natale.
Scena 2: la festa di Natale
Tra i festeggiamenti stagionali, Inkslinger fa una serie di annunci («Cari amici con il vostro congedo questa Vigilia di Natale»). Slim and Tiny si sposeranno e si trasferiranno a Midtown Manhattan («Portala sull’acqua»). Hel Helson entrerà nell'Amministrazione di Washington per dirigere il Piano federale dei lavori pubblici. John Shears si è preso una pausa dalla sua fattoria per unirsi alla festa. Mentre tutti applaudono, il Western Union Boy riappare con un telegramma da Hollywood. È un invito a Inkslinger a diventare consulente tecnico per un film con tutte star sul disboscamento! Alla fine Paul si congeda («Ora il compito che ci ha reso amici in un lavoro comune, finisce») e viene cantata una Litania («Le braci del fuoco sono nere e fredde»). Inkslinger chiede «Paul, chi sei?», e Paul risponde: «Dove la notte diventa giorno, Dove il sogno diventa realtà, io sono l’Eterno ospite, io sono la Via, io sono l’Azione».

## Incisioni
- Paul Bunyan - Plymouth Music Series orchestra e coro diretti da Philip Brunelle. Studio recording, 1987. Etichetta: Virgin Classics.
- Paul Bunyan - Orchestra e coro della Royal Opera House diretti da Richard Hickox. Registrato dal vivo da spettacoli al Sadler's Wells Theatre di Londra il 23, 24 e 28 aprile 1999. Etichetta: Chandos Records.